# Donatas Švitra
Donatas Švitra (* 22. November 1946 in Kėdainiai, Litauische SSR; † 17. März 2019 in Klaipėda) war ein litauischer Mathematiker, erster Rektor der Universität Klaipėda, Professor, Politiker von Klaipėda.

## Leben
Nach dem Abitur an der Mittelschule absolvierte Donatas Švitra von 1963 bis 1968 das Studium der Mathematik an der Fakultät für Mathematik und Mechanik der Vilniaus universitetas. Ab 1991 lehrte er an der Klaipėdos universitetas, von 1991 bis 1993 war er Rektor der Universität. Ab 1993 war er Professor am Lehrstuhl für Mathematik der Fakultät für Naturwissenschaften und Mathematik, ab 2002 Leiter des Lehrstuhls.
Von 1990 bis 1993 war er Mitglied im Stadtrat von Klaipėda.

## Bibliografie
- Д.Швитра. Динaмикa физиoлoгичeских систeм, “Мoкслaс”, Вильнюс, 1989.
- Д. Швитра, Ю.С.Кoлeсoв. Aвтoкoлeбaния в систeмaх с зaпaздывaниeм, “Мoкслaс”, Вильнюс, 1977.
- D. Švitra, I. Basov,  R. Vilkytė, Modeling of Glycaemia dynamics: impact of Physical exercises// Modelling and Control, 2010, Vol. 15, NO.2, 213-232.
- Švitra D., Basov I.,  Vilkytė R., Mathematical modeline of glycemia regulation// Baltic Endocrinology, 2010, Vol. 5, No1, S. 13–23.
- D. Švitra, L. Stonkienė, Cheminių reakcijų dinamika: briuseliatoriaus modelio analizė// Lietuvos matematikos rinkinys. LMD darbai, 51tomas, 2010, S. 232–237.
- D. Švitra, I. Basov, R. Vilkytė, Diabeto gydimo strategija.// Lietuvos matematikos rinkinys. LMD darbai, 51tomas, 2010, S. 221–226.
- D. Švitra, K. Bučys, Reaktoriaus modelis su vėlavimu dėl konvekcijos.// Lietuvos matematikos rinkinys. LMD darbai, 51tomas, 2010, S. 238–243.
- D. Švitra, G. Žemaitis, Ichtiocenozės matematinis modelis su vėlavimu.// Lietuvos matematikos rinkinys. LMD darbai, 51tomas, 2010, S. 244–249.

## Quelle
- CV (Memento vom 30. März 2009 im Internet Archive)
- Donatas Shvitra im Mathematics Genealogy Project (englisch)
- Donatas Švitra in der Datenbank zbMATH